# Diana Laitinen Carlsson
Diana Maria-Susanna Laitinen Carlsson, född 19 februari 1972 i Botkyrka, är en svensk politiker (socialdemokrat). Hon är ordinarie riksdagsledamot sedan 2020 för Jönköpings läns valkrets.
Laitinen Carlsson utsågs till ny ordinarie riksdagsledamot från och med 1 september 2020 sedan Peter Persson avsagt sig uppdraget som riksdagsledamot.